# Gymnotraunsteinera vallesiaca
Gymnotraunsteinera vallesiaca là một loài thực vật có hoa trong họ Lan. Loài này được (Spiess) P.F.Hunt mô tả khoa học đầu tiên năm 1971.